# 白浆果苋
白浆果苋（学名：Cladostachys polysperma）为苋科浆果苋属下的一个种。